# After.Life
After.Life és una pel·lícula estatunidenca dirigida per Agnieszka Wojtowicz-Vosloo i estrenada el 2009.

## Argument
Després d'un horrible accident de trànsit, la jove Anna (Christina Ricci), a la qual donen per morta, desperta i es troba a Eliot Deacon (Liam Neeson), el tanatopractor li comunica que és morta i serà enterrada en alguns dies. Confusa i aterrida, Anna descobreix que Eliot pot comunicar-se amb els difunts. Atrapada en la funerària i condemnada a acceptar la seva pròpia mort, intentarà escapar d'aquest malson amb l'ajuda del seu promès Paul (Justin Long).

## Repartiment
- Christina Ricci: Anna Taylor
- Liam Neeson: Eliot Deacon
- Justin Long: Paul Coleman, el company d'Anna
- Chandler Canterbury: Jack, l'alumne d'Anna
- Celia Weston: Beatrice Taylor, la mare d'Anna
- Luz Alexandra Ramos: Diane
- Josh Charles: Tom Peterson
- Rosemary Murphy: La Sra. Whitehall
- Malachy McCourt: Pare Graham
- Shuler Hensley: Vincent Miller
- Alice Drummond: La Sra. Hutton

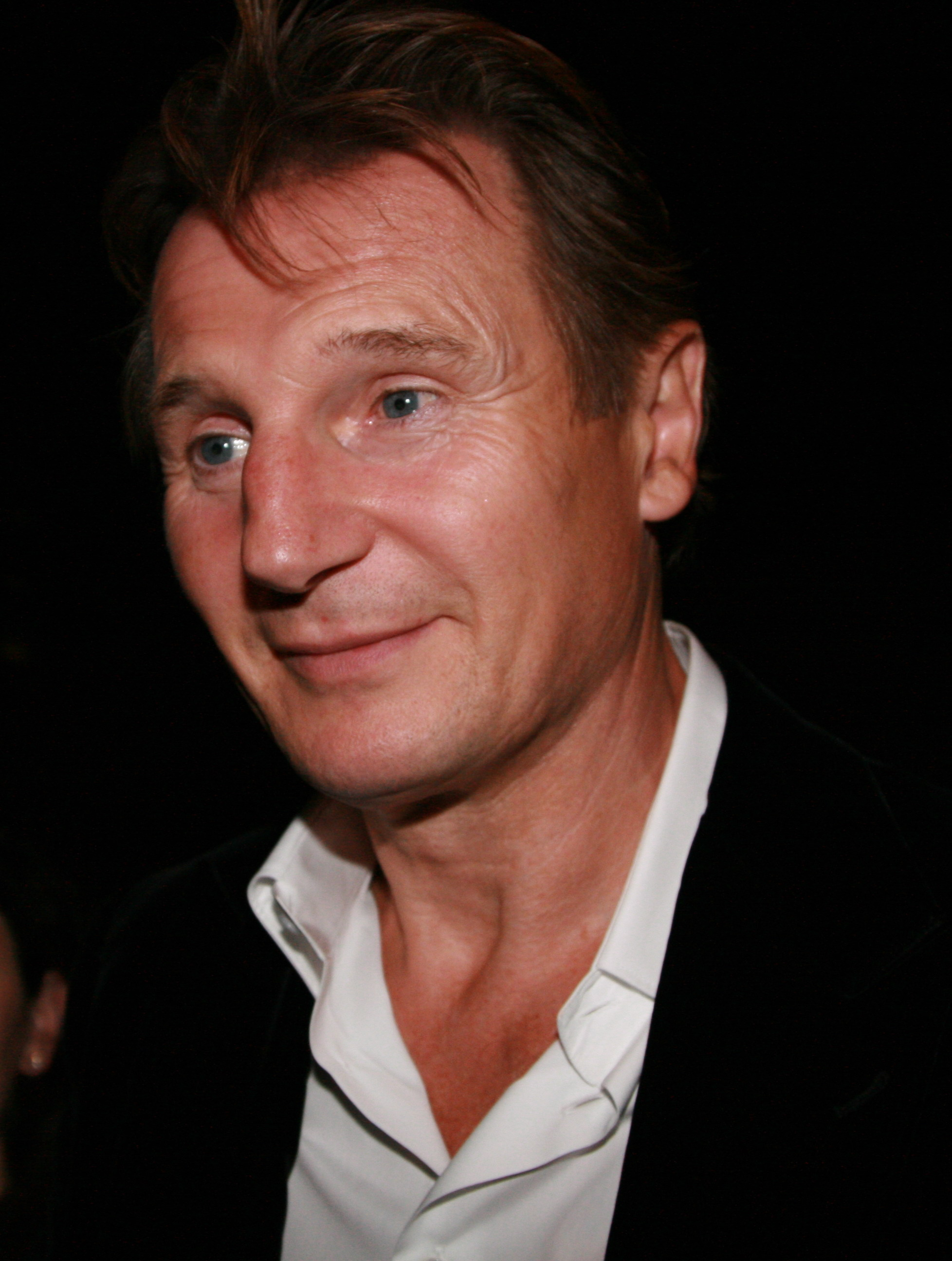
Liam Neeson (Eliot Deacon)
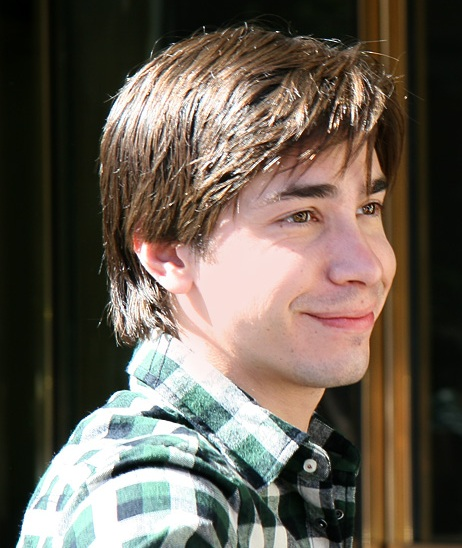
Justin Long (Paul Coleman)
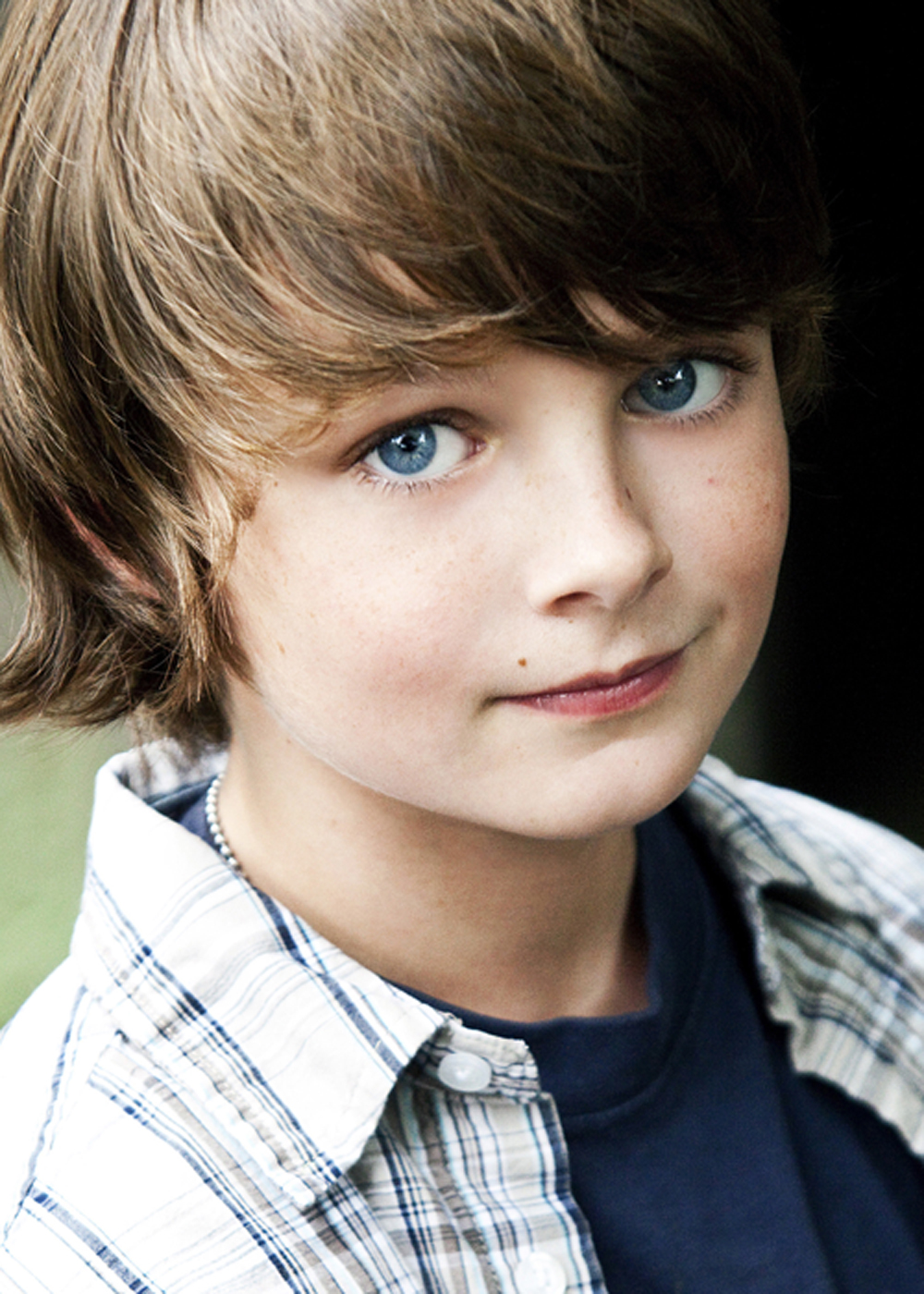
Chandler Canterbury (Jack)